# ماريا كاتيدرا
ماريا كاتيدرا (مواليد 4 مارس 1947) عالمة أنثروبولوجيا إسبانية. ولدت في مدينة ليريدا الإسبانية وأكملت شهادتها الجامعية من جامعة كومبلوتنسي بمدريد عام 1971. حصلت على الدكتوراه من نفس الجامعة عام 1972، ودكتوراه ثانية من جامعة بنسلفانيا عام 1984. وأصبحت فيما بعد أستاذ الأنثروبولوجيا الاجتماعية والثقافية بجامعة كومبلوتنس. تم إجراء بحثها الميداني في إسبانيا والبرتغال، وفي مدن أستورياس وأفيلا وإيفورا، فحص العمل المبكر لكاتيدرا في أستورياس في السبعينيات تصورات الموت والانتحار والحياة الآخرة في المجتمع، واستفاد من تقنيات من الأنثروبولوجيا الرمزية. سيكون لهذا المشروع تأثير على الدراسات اللاحقة عن الموت والانتحار في المنطقة. انتقلت كاتيدرا لاحقًا إلى العمل في أفيلا، حيث قامت بتحليل الجوانب السياسية لقديسي المدينة. بالنسبة لهذا المشروع استخدمت كلاً من العمل الميداني وتحليل الوثائق من مصادر الأرشيف. وصف قاموس سيرة ذاتية لعلماء الأنثروبولوجيا عام 2004 كاتيدرا بأنها «رائدة الأنثروبولوجيا الحضرية في إسبانيا».